# 吉姆·莱特博迪
詹姆斯·戴维斯·“吉姆”·莱特博迪（英語：James Davies "Jim" Lightbody，1882年3月16日—1953年3月2日），美国男子中跑运动员。他曾在1904年夏季奥运会田径比赛中获得3枚金牌和1枚银牌。他也参加了届间运动会，共收获一枚金牌和一枚银牌。